# Kỹ nghệ Moustier
Kỹ nghệ Moustier hay văn hóa Moustier (phiên âm tiếng Việt: kỹ nghệ Muxchiê hay văn hóa Muxchiê) là một kỹ nghệ khảo cổ chế tác công cụ bằng đá có liên hệ với người Neanderthal ở châu Âu và với người hiện đại về mặt giải phẫu sơ kỳ ở Bắc Phi và Tây Á. Nền kỹ nghệ Mousteri là đặc trưng của giai đoạn trung kỳ đá cũ muộn tại phần phía tây đại lục Á-Âu, kéo dài từ 160.000 đến 40.000 BP song nếu kỹ nghệ tiền thân Levallois hoặc Levallois-Mousteri được bao gồm thì khoảng thời gian xuất hiện sớm tận 300.000 hoặc 200.000 BP. Kỹ nghệ Mousteri sau bị thay thế bởi văn hóa Aurignac (khoảng 43.000–28.000 BP) của Homo sapiens.

## Hình ảnh

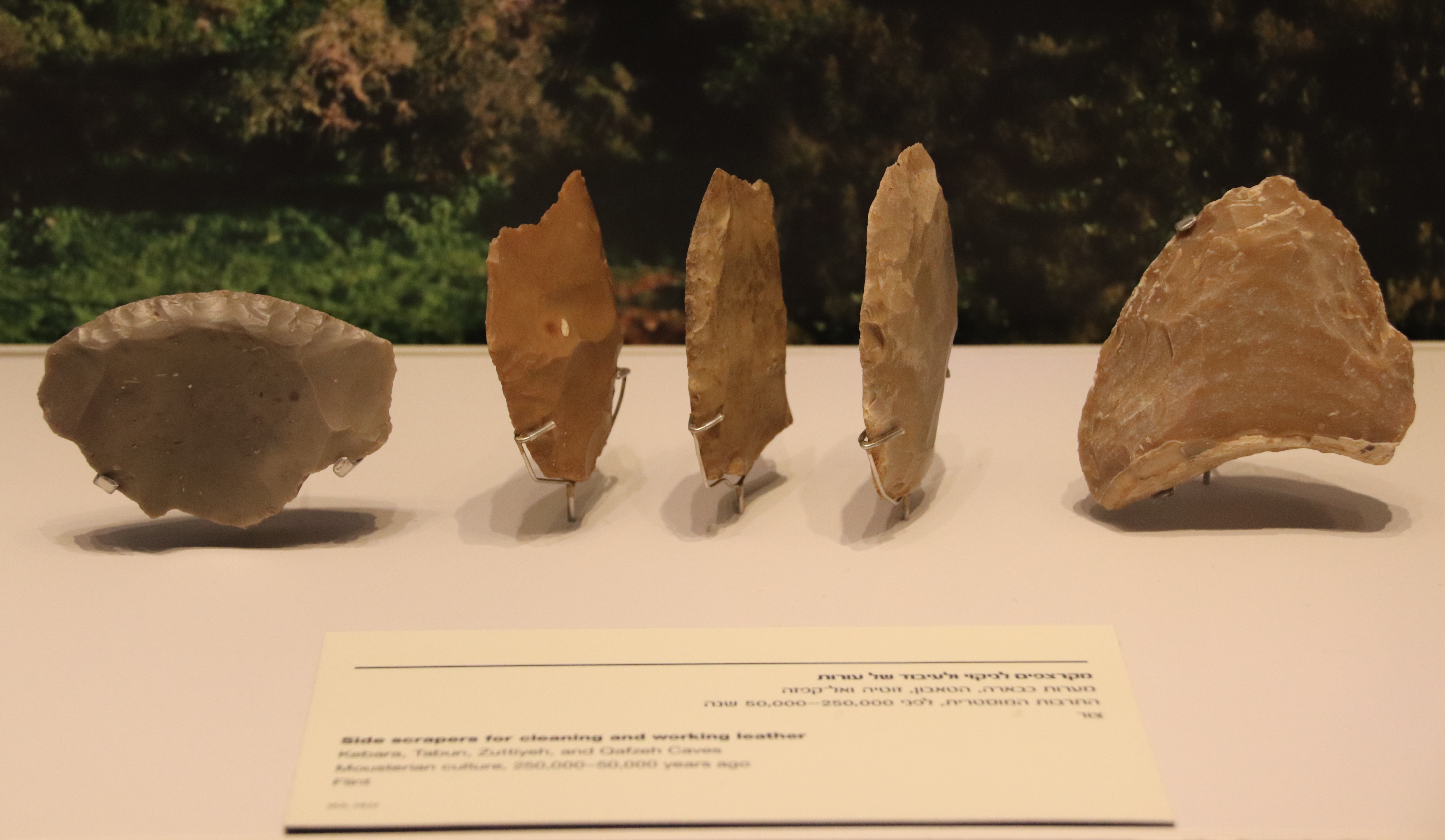
Công cụ nạo bằng đá theo kỹ nghệ Mousteri có niên đại 250.000-50.000 BP, được dùng để làm sạch hoặc thuộc da.
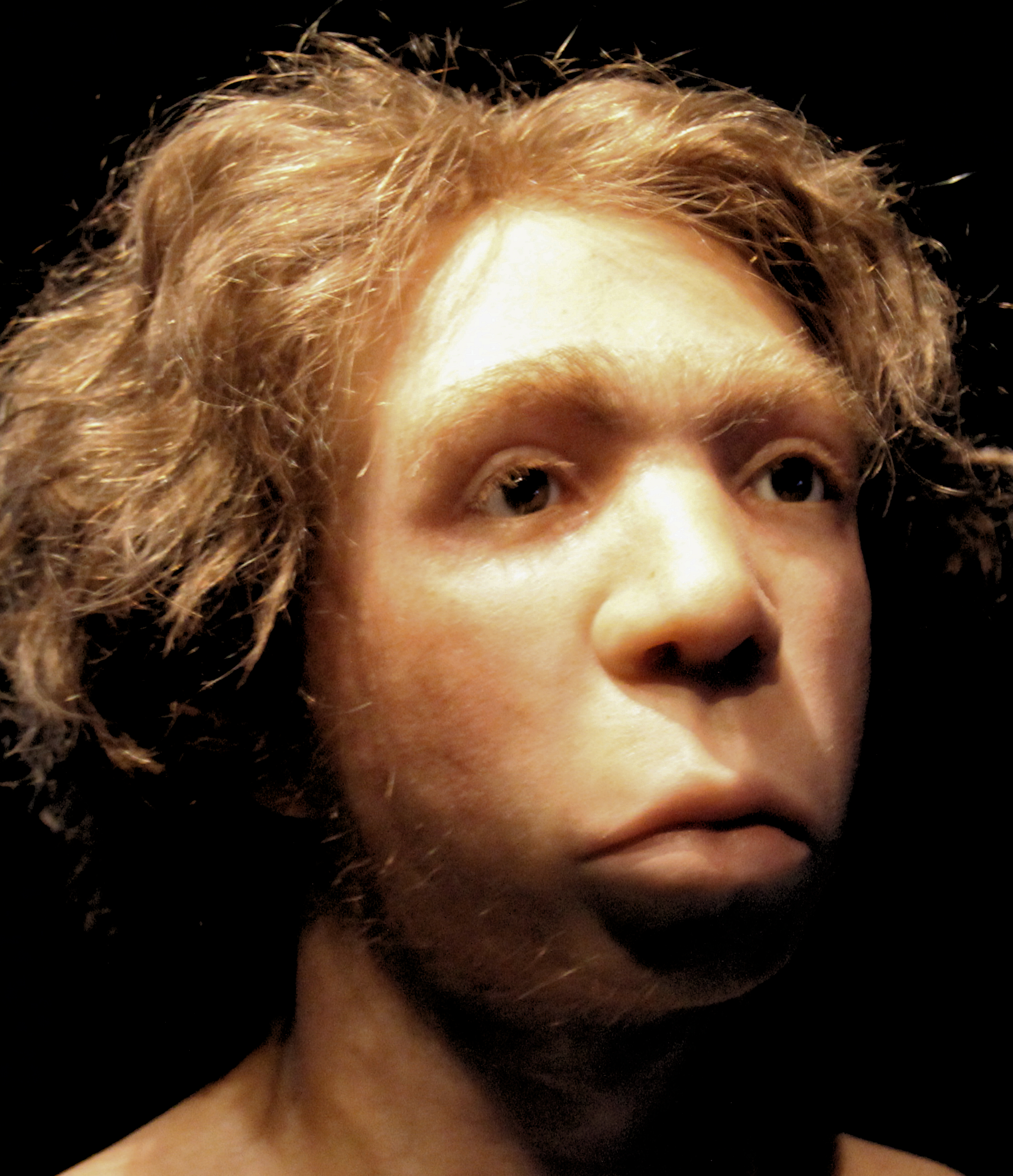
Phục dựng phần đầu của người Neanderthal tại di chỉ Le Moustier, được trưng bày tại Bảo tàng Neues, Berlin
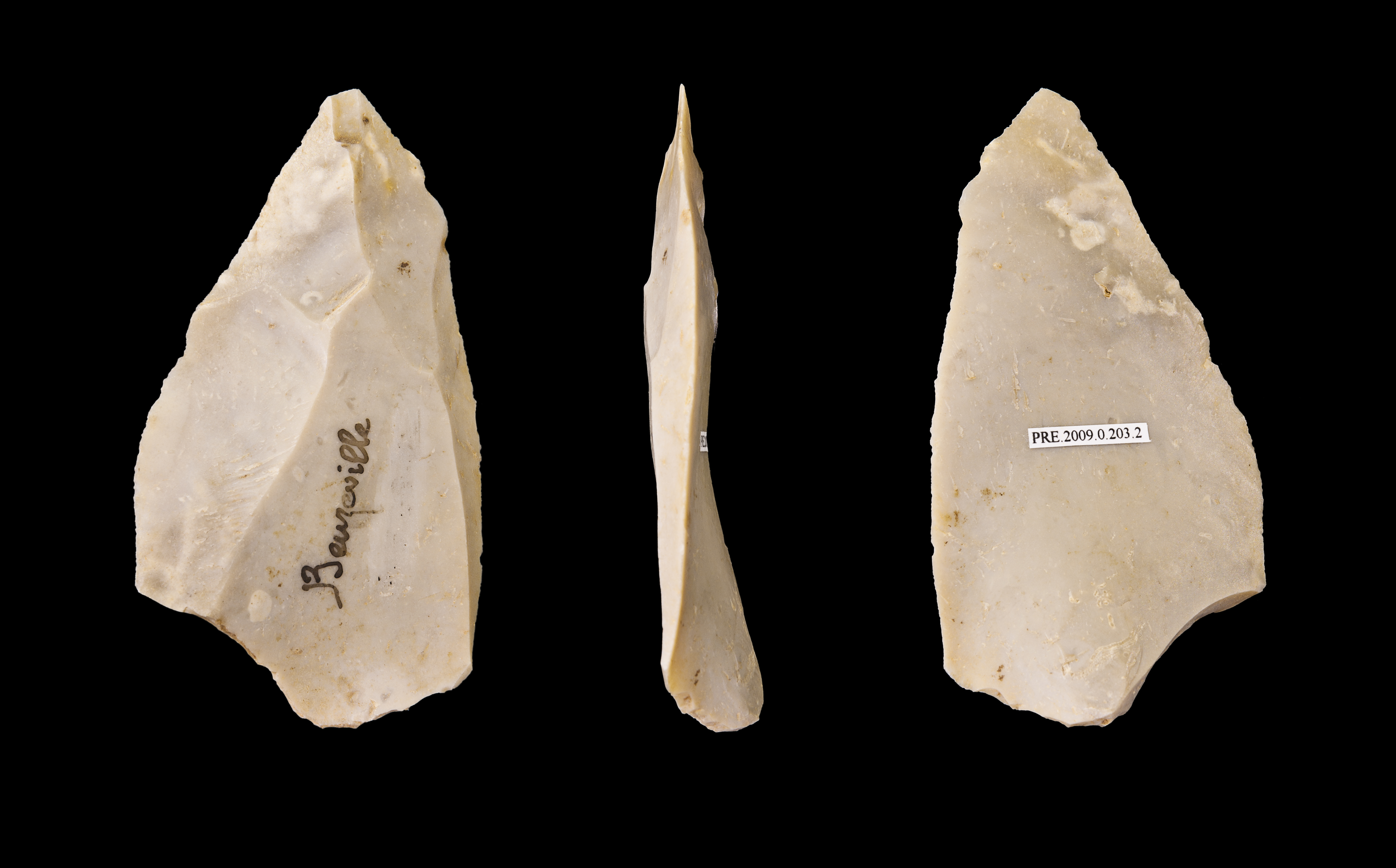
Mũi nhọn Levallois
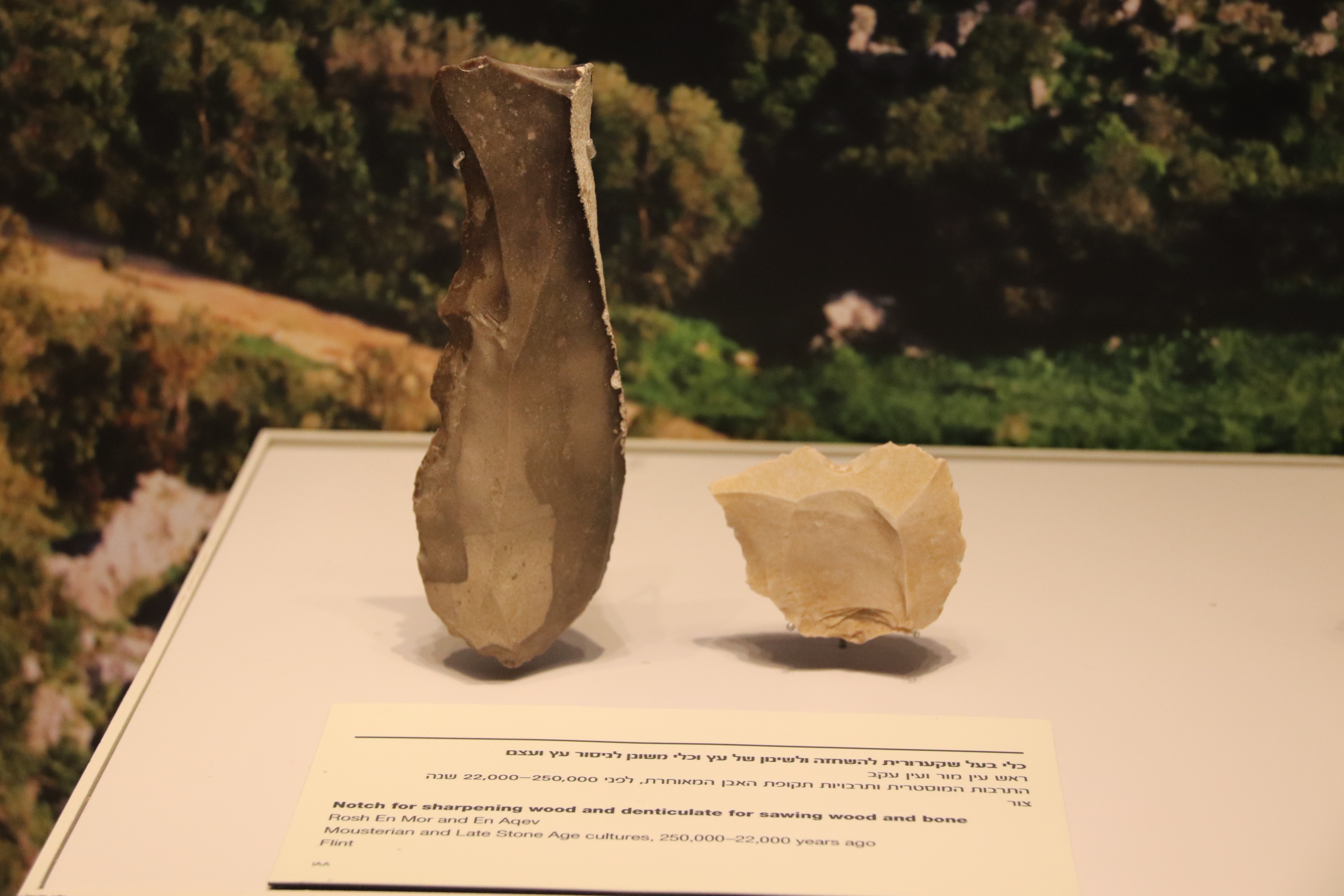
Công cụ bằng đá văn hóa Mousteri thời kỳ Đá cũ muộn. Khía hình V để đẽo gỗ và công cụ răng cưa để rạch gỗ và xương. Di chỉ Rosh En Mor và En Aqev tại Israel, niên đại 250.000-22.000 BP
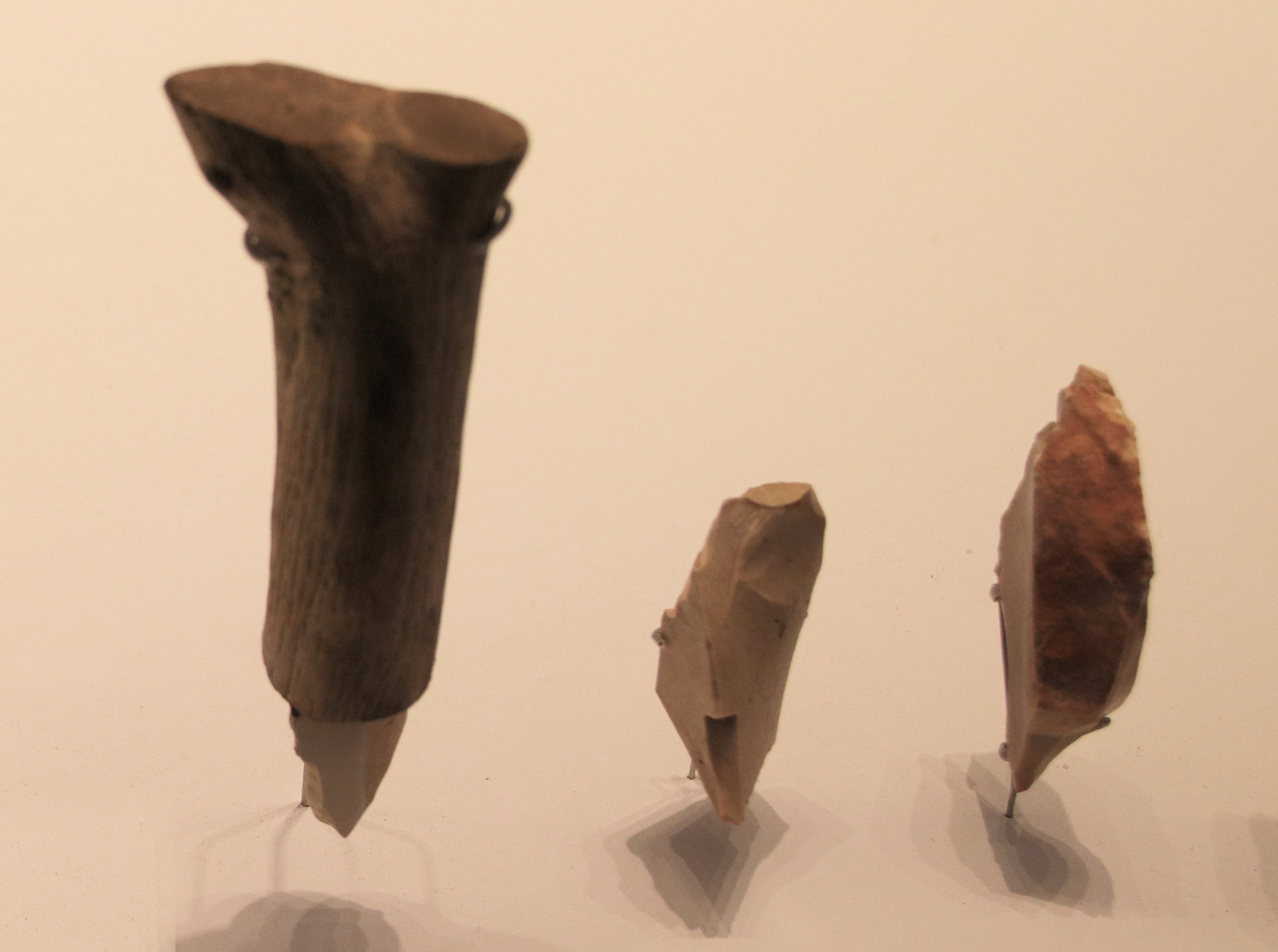
Văn hóa Mousteri & Aurignac, dao trổ bằng đá dùng để tạc đá và gỗ, di chỉ Qafzeh, Hayonim, hang el-Wad, tại Israel, niên đại 250.000-22.000 BP
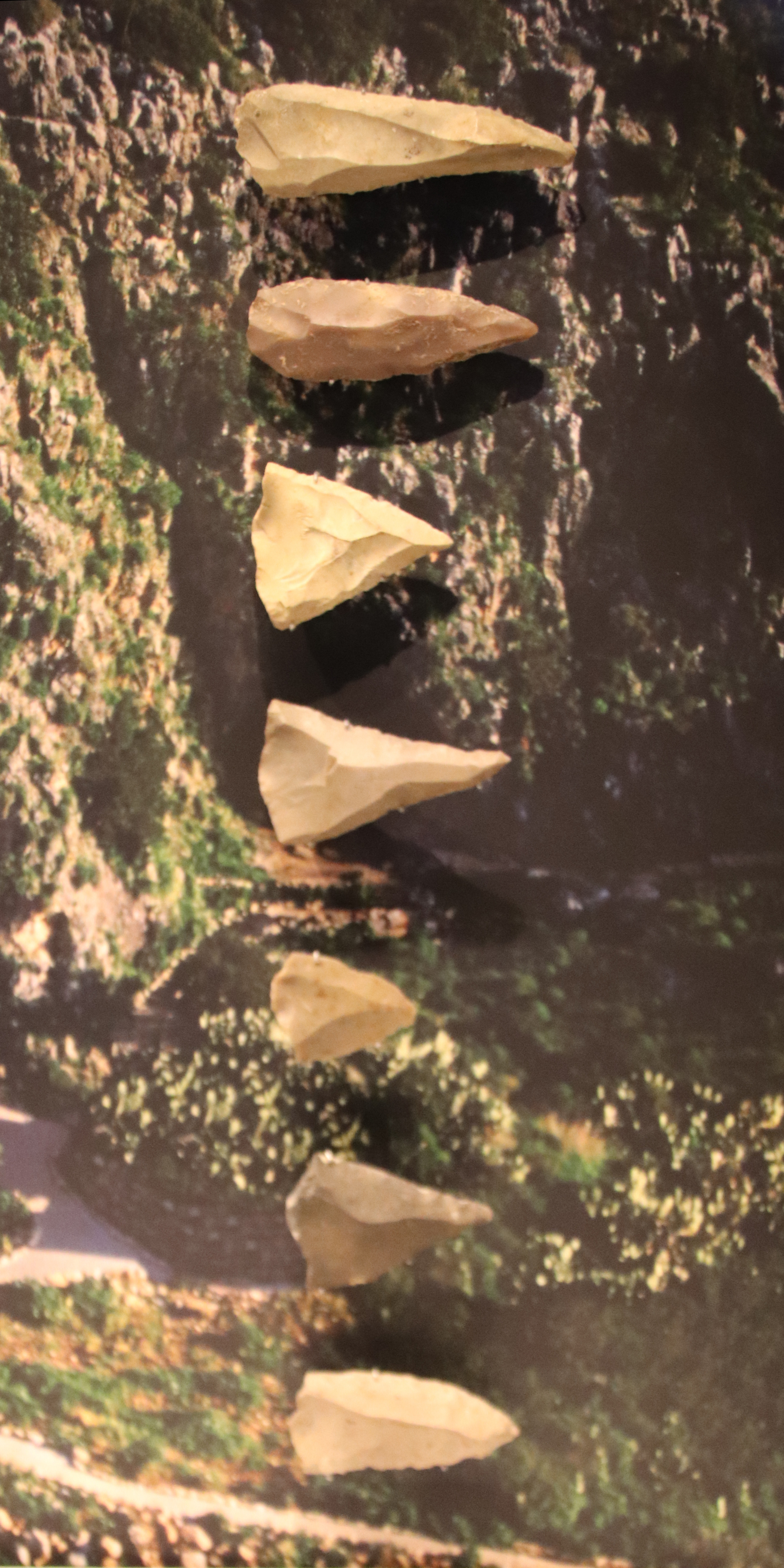
Mũi giáo văn hóa Mousteri, niên đại 250.000-50.000 BP. Bảo tàng Israel